# Арнольд Алтмяе
Арнольд Алтмяе (ест. Arnold Altmäe; 30 липня 1934, Вяндра, Естонія — 20 травня 1984, Таллінн, Естонія) — естонський актор і кінорежисер-документаліст.

## Біографія
З початку 1970-х років знімався в кіно на студії «Таллінфільм»,  Ризькій кіностудії.
Режисер низки документальних і науково-популярних фільмів. Зробив кілька хороших робіт про острів Сааремаа, про рибалок, і взагалі, був режисер морської теми.

## Вибрана фільмографія

### Актор
- 1971 —  Офіцери — латиш Арнольд Анцевіч, комісар
- 1976 — Valge palavik
- 1977 — Karikakramäng — власник молочної ферми
- 1977 — Ворожіння на ромашці (новела «Татуювання») — олійник
- 1983 — Аукціон
- 1988 — Ворожіння на баранячій лопатці — епізод

### Режисер
- 1977 — Легковий автомобіль «Жигулі». Відмінності в дизайні і технічному обслуговуванні /  Sõiduauto «Žiguli» konstruktsioonilised erinevused ja tehniline teenindamine
- 1977 — Секретар /  Sekretärid
- 1978 — Голосні і приголосні в естонській мові /  Täishäälikud ja kaashäälikud eesti keeles
- 1978 — Маре Балтікум /  Mare Balticum
- 1979 — На будь-який смак /  Igale maitsele
- 1979 — Мурманськ 198
- 1980 — Голови /  Esimehed